# Аденская чайка
Аденская чайка (лат. Ichthyaetus hemprichii) — вид птиц из семейства чайковых (Laridae). Как и многие чайки, ранее традиционно помещались в род Larus. Видовое название присвоено в честь германского натуралиста Фридриха Вильгельма Гемприха, который скончался в 1825 году во время экспедиции в Египет и на Ближний Восток.

## Распространение
Бахрейн, Джибути, Египет, Эритрея, Индия, Иран, Израиль, Иордания, Кения, Ливан, Мальдивы, Мозамбик, Оман, Пакистан, Катар, Саудовская Аравия, Сомали, Шри-Ланка, Судан, Танзания, ОАЭ и Йемен.

## Питание
Эти птицы — хищники и падальщики. Питаются рыбой, плавающими ракообразными, только что вылупившимися черепашками, а также яйцами и птенцами других морских птиц.

## Галерея

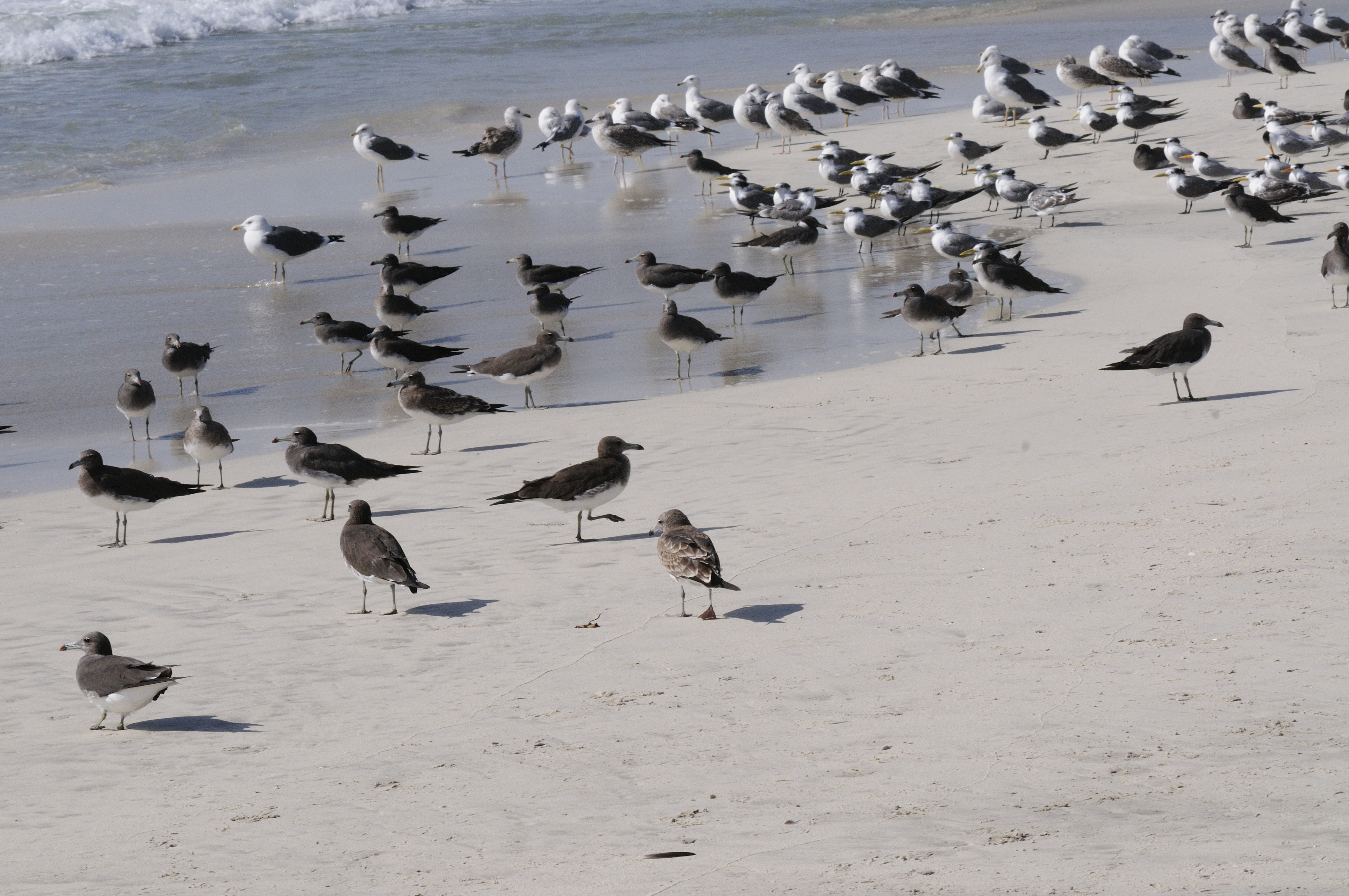
Аденские чайки на пляже, Оман
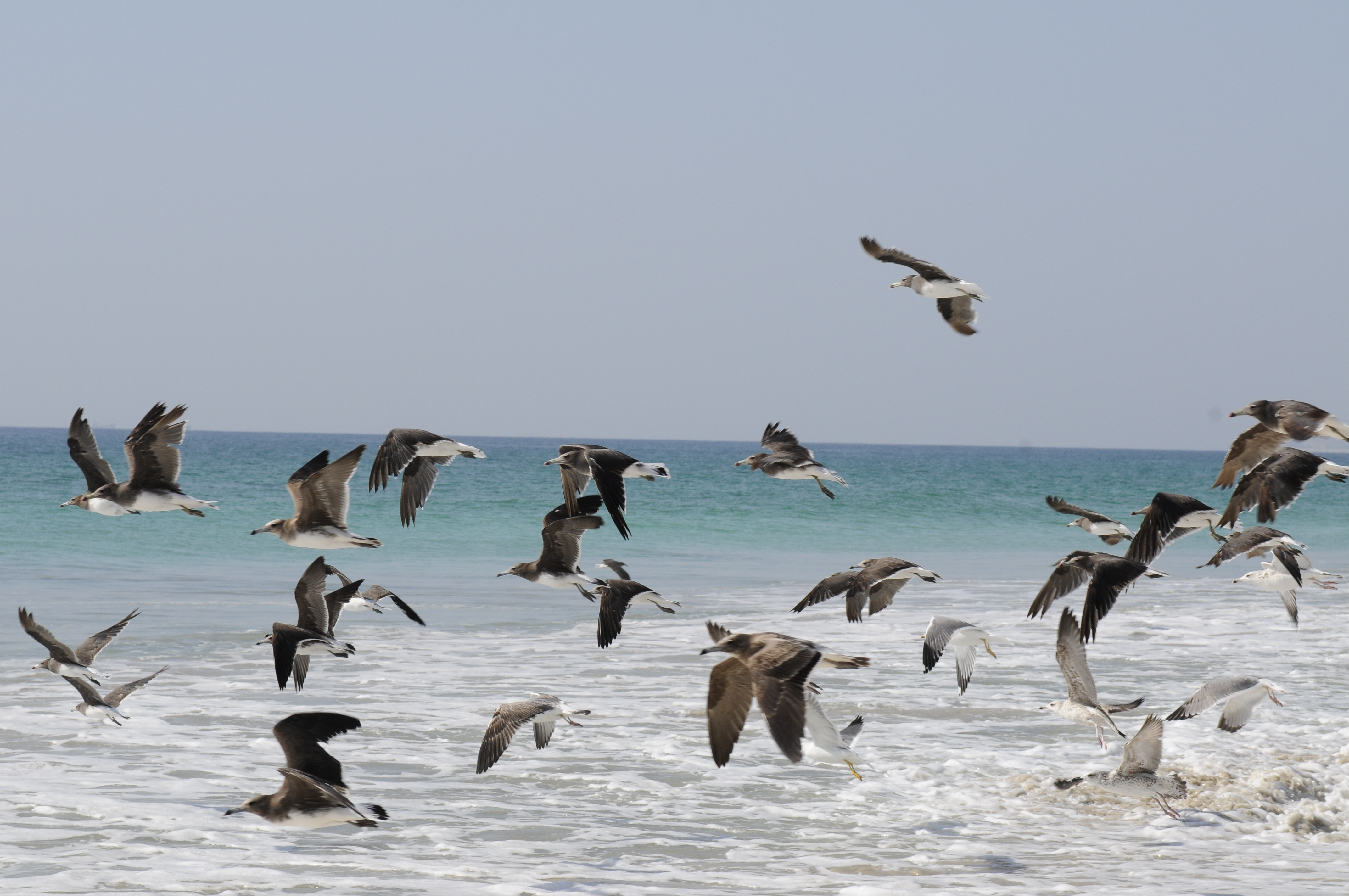
Летящие над морем
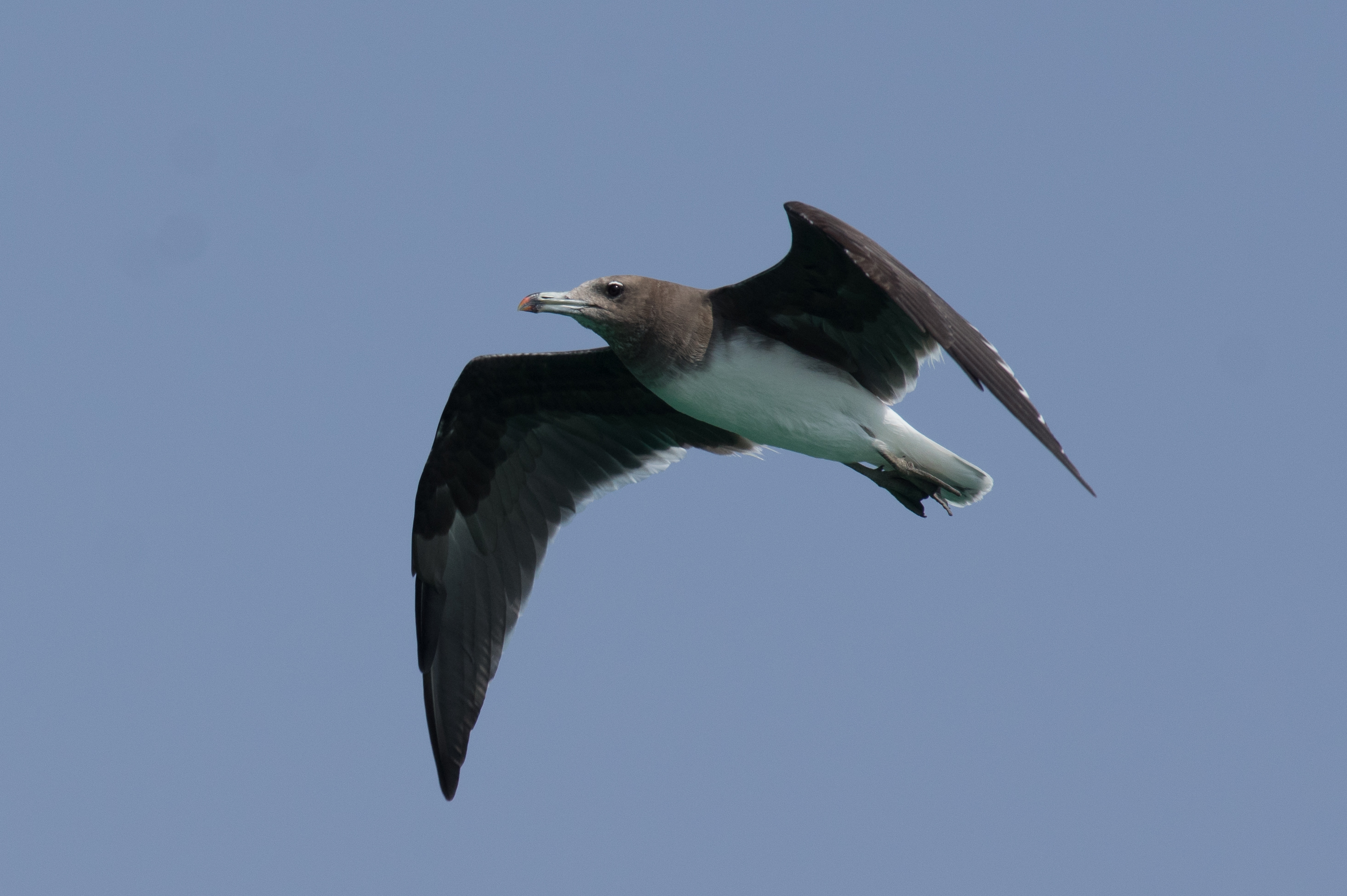
Птица в полёте
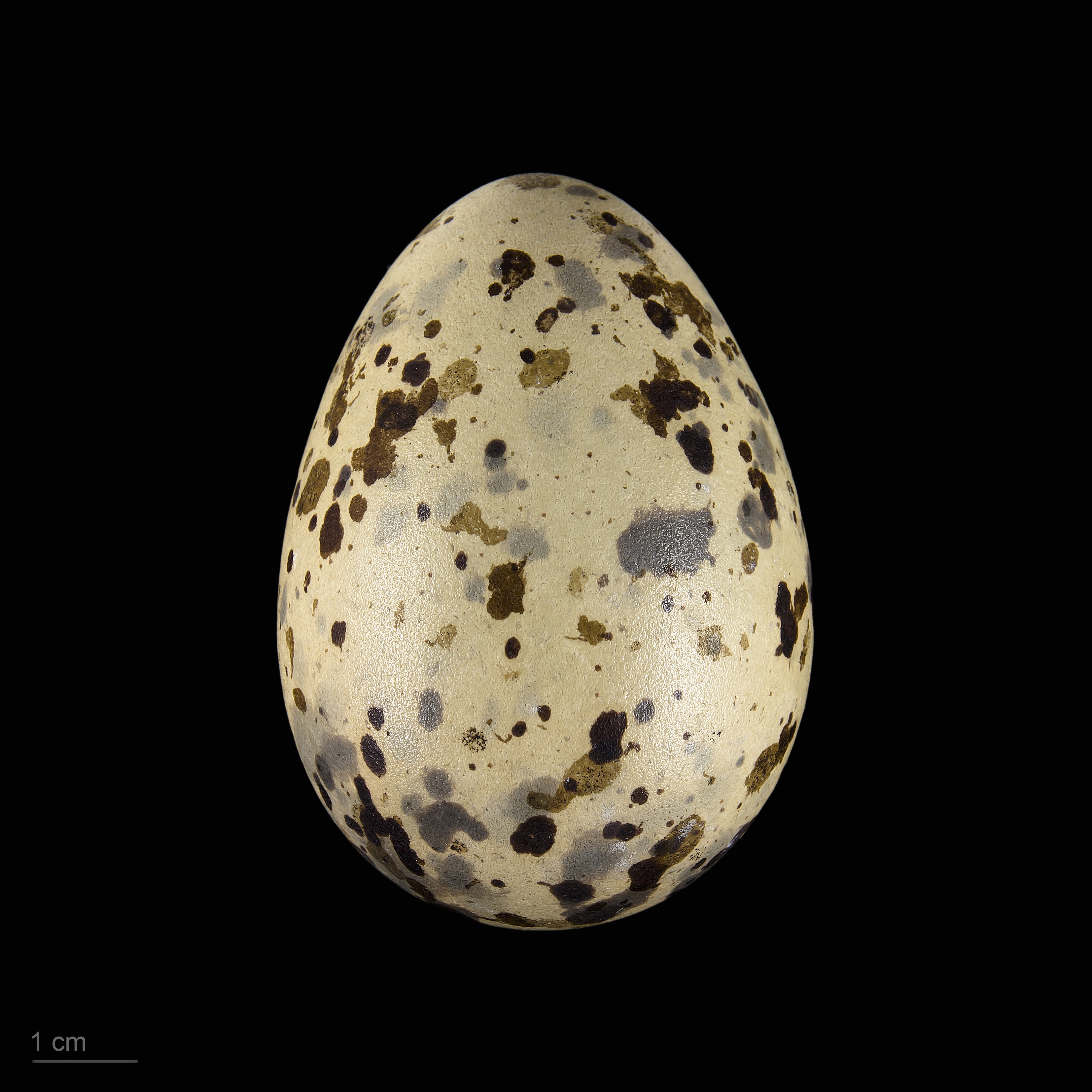
яйцо Ichthyaetus hemprichii -  Тулузский музей